# 德永樱蛤
德永樱蛤（学名：Merisca tokunagai），是帘蛤目樱蛤科Merisca的一种。主要分布于台湾，常栖息在深海。